# Список видань серії «Слобожанський світ»
Список видань серії «Слобожанський світ» містить видання видавця Олександра Савчука, які присвячені історичному, етнографічному, музикознавчому, філософському, літературознавчому, архітектурному та науковому надбанню досліджень та авторів, пов'язаних зі Слобідською Україною.
Видання серії складають як перевидання класичних праць, так і впорядкування творчої спадщини, а також публікації за повним рукописом.
Серія започаткована 2011 року. Серед авторів переліку є такі діячі як: Гнат Хоткевич, Василь Кричевський, Леонід Ушкалов, Стефан Таранушенко, Юрій Шевельов, Павло Жолтовський, Порфирій Мартинович, Дмитро Яворницький, Віктор Мішалов, Віра Осадча, Дмитро Багалій, Володимир Маслійчук.
Станом на вересень 2021 року серія налічує 17 випусків.

## Видання серії
| № випуску | Портрет | Повне ім'я          | Назва та бібліографічний опис | Кількість сторінок | Тираж | ISBN        | Прим.  |
| --------- | ------- | ------------------- | --- | ------------------ | ----- | ----------- | ------ |
| 1         |         | Стефан Таранушенко  | Наукова спадщина. Харківський період. Дослідження 1918—1932 рр. Наукова спадщина. Харківський період. Дослідження 1918–1932 рр. : монографічні видання, статті, рецензії, додатки, таранушенкознавчі студії, ілюстрації, довідкові матеріали / упоряд. О. О. Савчук, М. М. Красиков, С. І. Білокінь ; передм. С. І. Білоконя ; підготовка тексту та прим. О. О. Савчука, М. М. Красикова ; авт. післямови та наук. ред. М. М. Красиков. Харків : Видавець Савчук О. О., 2011. – 692 с., 702 іл. – (Серія «Слобожанський світ». Випуск 1). | 692                | 500   | [ ISBN 1 ]  | [ 3 ]  |
| 2         |         | Віра Осадча         | Обрядова пісенність Слобожанщини Осадча Віра. — Обрядова пісенність Слобожанщини: навч. посіб. / В. М. Осадча. — Харків: Видавець Савчук О. О., 2011. — 184 с., іл. — (Серія «Слобожанський світ». Випуск 2). | 184                |       | [ ISBN 2 ]  | [ 4 ]  |
| 3         |         | Порфир Мартинович   | Українські записи : Українські записи Порфирія Мартиновича, друкована фольклорно-етнографічна спадщина, вибране листування, мартиновичезнавчі студії, вибрана мистецька спадщина, біографічні матеріали / П. Д. Мартинович ; упоряд., прим., покажч. О. О. Савчук ; передм. О. Ю. Бріциної. — Харків : Видавець Савчук О. О., 2012. — 534 с.; 128 іл. — (Серія «Слобожанський світ». Випуск 3). | 534                | 200   | [ ISBN 3 ]  | [ 5 ]  |
| 4         |         | Гнат Хоткевич       | Музичні інструменти українського народу Музичні інструменти українського народу. Друга редакція / Г. М. Хоткевич ; упоряд., підг. тексту, покажч. О. О. Савчук ; післямови І. В. Мацієвський, В. Ю. Мішалов, М. Й. Хай. — Харків : Видавець Олександр Савчук, 2018. — 512 с. ; 202 іл. — (Серія «Слобожанський світ». Випуск 4). | 512                | 500   | [ ISBN 4 ]  | [ 6 ]  |
| 5         |         | Юрій Шевельов       | Триптих про призначення України : / Ю. Шевельов ; упоряд. В. Склярова, Т. Данько ; передм. А. Порохівник. — 2-е вид., стер. —Харків : Видавець Олександр Савчук, 2017. — 96 с. — (Серія «Слобожанський світ». Випуск 5) | 96                 | 300   | [ ISBN 5 ]  | [ 7 ]  |
| 6         |         | Павло Жолтовський   | UMBRA VITAE. Спогади, листування, додатки UMBRA VITAE. Спогади, листування, додатки / Павло Жолтовський ; ред. тому О. О. Савчук ; передм. М. І. Моздира ; наук. коментар В. С. Романовського ; підготовка тексту Ж. Д. Сімферовської, О. О. Савчука, В. С. Романовського ; підготовка та коментарі до листування І. Ю. Тарасенко, С. І. Білоконя ; примітки Є. О. Котляра, О. О. Савчука. — 2013. — 608 с. ; 353 іл. — Серія «Слобожанський світ». Випуск 6.                                                                             | 608                | 300   | [ ISBN 6 ]  | [ 8 ]  |
| 7         |         | Віктор Мішалов      | Харківська бандура: культурологічно-мистецькі аспекти ґенези і розвитку виконавства на українському народному інструменті Харківська бандура : культурологічно-мистецькі аспекти ґенези і розвитку виконавства на українському народному інструменті / Віктор Мішалов. — Харків : Видавець Савчук О. О., 2013. — 368 с. ; 109 іл. — Серія «Слобожанський світ». Випуск 7. | 368                | 500   | [ ISBN 7 ]  | [ 9 ]  |
| 8         |         | Стефан Таранушенко  | Дерев'яна монументальна архітектура Лівобережної України Дерев’яна монументальна архітектура Лівобережної України. Повна редакція / Стефан Таранушенко ; переднє слово С. І. Білокінь ; передм., наук. ред., додатки В. В. Вечерський ; упоряд., прим. О. О. Савчук. — 2-е вид., стер. — Харків : Видавець Олександр Савчук, 2017. — 896 с. ; 1033 іл. — Серія «Слобожанський світ». Випуск 8. | 896                | 200   | [ ISBN 8 ]  | [ 10 ] |
| 9         |         | Дмитро Яворницький  | Дніпрові пороги. Альбом фотографій з географічно-історичним нарисом Дніпрові пороги. Альбом фотографій з географічно-історичним нарисом / Дмитро Яворницький ; передм. та прим. О. Ю. Власова ; упоряд. О. О. Савчука. — Харків : Видавець Савчук О. О. — 2016. — 194 с. ; 119 іл. — Серія «Слобожанський світ». Випуск 9. | 194                | 300   | [ ISBN 9 ]  | [ 11 ] |
| 10        |         | Василь Кричевський  | Василь Григорович Кричевський: хрестоматія. Том І. 1891–1943 рр. Василь Григорович Кричевський : хрестоматія. Том І. 1891–1943 рр. / передм. І. О. Ходак ; упорядн. тому О. О. Савчук. — Харків: Видавець Савчук О. О., 2016. — 532 с., 472 іл. — Серія «Слобожанський світ». Випуск 10. | 532                | 100   | [ ISBN 10 ] | [ 12 ] |
| 11        |         | Юрій Шевельов       | «Я — мене — мені… (і довкруги). Спогади. 1. В Україні» Ю. Шевельов (Юрій Шерех) ; передм. С. Вакуленко ; прим. С. Вакуленко, К. Каруник, Ю. Полякова, В. Романовський ; упоряд. С. Вакуленко, О. Савчук ; художн. оформ. О. Чекаль. — Харків : Видавець Олександр Савчук, 2017. — 728 с., 248 іл. — (Серія «Слобожанський світ». Випуск 11) | 728                | 500   | [ ISBN 11 ] | [ 13 ] |
| 12        |         | Дмитро Багалій      | «Історія Слободської України» Історія Слободської України / Д. І. Багалій ; передм. та ком. В. Л. Маслійчук ; упорядн. О. О. Савчук. — Харків : Видавець Олександр Савчук, 2019. — XXXII + 400 с., [74 іл., 2 мапи]. — Серія «Слобожанський світ». Випуск 12. | 432                | 300   | [ ISBN 12 ] | [ 14 ] |
| 13        |         | Леонід Ушкалов      | «Література і філософія: доба українського бароко» Література і філософія: доба українського бароко / Леонід Ушкалов. — 2-ге вид., стер. — Харків : Видавець Олександр Савчук, 2019. — 416 с. — Серія «Слобожанський світ». Випуск 13. | 416                | 300   | [ ISBN 13 ] | [ 2 ]  |
| 14        |         | Дмитро Яворницький  | «З української старовини» З української старовини / текст Д. І. Яворницький ; ілюстр. С. І. Васильківський, М. С. Самокиш ; передм. С. І. Світленко та В. М. Ханко ; прим. А. М. Домановський ; упоряд. О. О. Савчук ; художн. оформ. О. Г. Чекаль. — Харків : Видавець Олександр Савчук, 2020. — 144 с., [44 іл.]. — Серія «Слобожанський світ». Випуск 14. | 416                | 300   | [ ISBN 14 ] | [ 15 ] |
| 15        |         | Василь Кричевський  | Василь Григорович Кричевський. Т. ІІ. 1943–1976 рр. Василь Григорович Кричевський : хрестоматія. Том ІІ. 1943–1976 рр. / упорядн. тому О. О. Савчук. — Харків : Видавець Савчук О. О., 2020. — 464 с., 236 іл. — Серія «Слобожанський світ». Випуск 15. | 464                | 500   | [ ISBN 15 ] | [ 16 ] |
| 16        |         | Володимир Маслійчук | У полоні прикордонь та наративів. Дослідження з історії Слобідської України XVII–XIX ст. У полоні прикордонь та наративів. Дослідження з історії Слобідської України XVII–XIX ст. / Володимир Маслійчук. — Харків : Видавець Олександр Савчук, 2021. — 300 с. — Серія «Слобожанський світ». Випуск 16. | 300                | 150   | [ ISBN 16 ] | [ 17 ] |
| 17        |         | Юрій Шевельов       | «Я — мене — мені… (і довкруги). Спогади. 2. В Европі» Юрій Шевельов; Я — мене — мені... (і довкруги) : Спогади. 2. В Европі ; Зустрічі з Романом Якобсоном / Ю. Шевельов (Юрій Шерех) ; післям. С. Вакуленко ; прим. С. Вакуленко, К. Каруник, В. Романовський ; упоряд. С. Вакуленко, К. Каруник, О. Савчук ; художн. оформ. О. Чекаль. — Харків : Видавець Олександр Савчук, 2021. — 896 с., 316 іл. — (Серія «Слобожанський світ». Випуск 17)                                                                                          | 896                | 1000  | [ ISBN 17 ] | [ 18 ] |